# محمد شیرعلی شهرضا
محمد شیرعلی شهرضا (۱۳۶۵، تهران - ۱۳۸۷، تهران) از دانش آموختگان دبیرستان علامه حلی تهران (از مدارس سمپاد) و از دانشجویان ممتاز دانشگاه صنعتی شریف بود. او در دورهٔ کارشناسی خود، ۸۰ مقاله در کنفرانس‌های بین‌المللی و ۱۳ مقاله در مجلات معتبر علمی پژوهشی داشت و یک اختراع ثبت شده نیز از خود به جای گذاشت. محمد در سال ۱۳۸۵ به عنوان پژوهشگر جوان ممتاز انجمن رمز ایران برگزیده شد.
وی در سال ۱۳۶۵،در شهرستان شهرضا چشم به جهان گشود و مرداد ماه ۱۳۸۷ در اثر بیماری، چشم از جهان فرو بست.
او در زمینه کپچا یا سیستم‌های تفکیک کاربران انسانی از ماشین، برای زبان فارسی تحقیق می‌کرد و در این زمینه اختراع ثبت شده و مقاله علمی  دارد.

## افتخارات
- برگزیده پنجمین جشنواره جوان خوارزمی در سال ۱۳۸۲
- دانشجوی نمونه کشوری در مقطع کارشناسی در سال ۱۳۸۶
- پژوهشگر جوان ممتاز انجمن رمز ایران در مقطع کارشناسی
- جوان‌ترین محقق در دومین کنفرانس بین‌المللی ایکتا 2006 (ICTTA 2006) و یازدهمین کنفرانس بین‌المللی انجمن کامپیوتر ایران

او یک کتاب به عنوان «آموزش الگوریتم‌ها» نوشت و ۲ بخش از دایره المعارف Encyclopedia of Mobile Computing &commerce و کتاب Handbook of on secure Multimedia Distribution را تالیف کرد. زمینه‌های پژوهش مورد علاقه او نهان‌نگاری اطلاعات، برنامه‌نویسی تلفن همراه و سیستم‌های تفکیک کاربران انسانی از ماشین بود.